# سانتیاگو لادینو
سانتیاگو لادینو (انگلیسی: Santiago Ladino؛ زادهٔ ۲۱ اکتبر ۱۹۸۰) بازیکن فوتبال اهل آرژانتین است.
از باشگاه‌هایی که در آن بازی کرده‌است می‌توان به باشگاه فوتبال بانفیلد، باشگاه فوتبال ولز سارسفیلد، و باشگاه فوتبال باری اشاره کرد.